# Добрими намірами вимощена дорога до пекла
Добрими намірами вимощена дорога до пекла (англ. The road to hell is paved with good intentions) — крилатий вислів або афоризм. Популярне тлумачення: від добрих намірів до добрих справ іще далеко, і людей, які мають добрі наміри, але не здійснюють їх, не можна вважати праведниками.

## Походження
Точне походження вислову є невідомим, а його форма змінювалася протягом часу. Сучасну англомовну версію «The road to hell is paved with good intentions» було вперше опубліковано у «Кишеньковій книзі крилатих фраз» (A Hand-book of Proverbs) Генрі Бона 1855 року. Більш ранню версію «Пекло наповнене добрими намірами і бажаннями» (англ. Hell is full of good meanings and wishes) було опубліковано 1670 року в «Колекції англійських крилатих висловів» (A Collection of English Proverbs), зібраній Джоном Реєм. Найдавніша згадка фрази, схожої на цю, трапляється в «Енеїді» Верґілія: «facilis descensus Averno (легкий перехід до Аверна)».
Біблійний аналог трапляється в апокрифічній Книзі Сираха 21:10, «Грішників дорога викладена камінням, а на її кінці — прірва пекельна». Вислів часто помилково приписують Бернарду Клервоському, який нібито написав (бл. 1150 року) «L'enfer est plein de bonnes volontés ou désirs» (пекло повниться добрими намірами і бажаннями). Цю цитату було зроблено 1640 року, за п'ять століть після його смерті, а сам текст не знайдено в жодній із опублікованих ним робіт.
Інша схожа фраза трапляється в одному з хадисів, де Мухаммед каже: «Рай оточений мозолями, а Пекло — бажаннями».

## Значення
Зазвичай вислів розуміють як те, що помилки чи злі вчинки часто маскують під добрі наміри; або й так, що добрі наміри можуть мати неочікувані погані наслідки. Наприклад, заселення інвазійних видів на кшталт азійського коропа у США, який з часом став проблемою через неочікуване швидке поширення і свою поведінку.
Інше значення вислову: індивід може мати намір чинити добрі речі, але не може почати діяти. Наприклад, через прокрастинацію, лінь чи якісь інші вади. В цьому значенні вислів є застереженням, що добрі наміри не мають сенсу, якщо з ними не йдуть дії для їх реалізації.
Моральну впевненість можуть використовувати для виправдання шкоди, заподіяної невдалою політикою та діями. Ті, хто має добрі наміри, вважають, що їхня практика корисна для групи; для них це само собою зрозуміло. Вони виправдовують побічні збитки, вважаючи, що їх компенсує принесена користь. Нацистські концтабори було створено для утримання так званих «расово небажаних елементів» німецького суспільства. Систему ГУЛАГ було введено для того, аби виділити нелояльні елементи, що не сприяють диктатурі пролетаріату. Інквізицію, хоча й значно меншу за масштабами, ніж попередні два приклади, було створено для викорінення єретиків у релігійних державах. Завдану шкоду чітко видно, її визнають, але її списують як «ціну, що варто було заплатити».
На особистому рівні вибір суб'єктивно «доброго вчинку» може привести людину в жахливий емоційний та/або фізичний стан, наприклад, солдат йде на війну боротися за суб'єктивне благо своєї країни, а приходить до післятравматичного стресу.